# Перехідні свята
Перехідні свята (рухомі свята) — свята, дата яких змінюється кожного року відносно прийнятого календаря. Це стосується здебільшого християнських свят, частина з яких розраховуються за місячно-сонячним календарем, однак завжди випадають на той самий день тижня. Деякі інші християнські свята прив'язані не до певної дати, а до певного тижня, припадаючи на один і той же день тижня. В інших традиціях і культурах рухомими можна назвати усі свята, розраховані за місячно-сонячним або місячним календарями. При цьому вони є сталими відносно тих календарів, за якими були розраховані.

## Приклади

### Великодній цикл
Головним святом, від якого ведеться відлік усіх інших рухомих свят, є Великдень. Він завжди припадає на неділю після повні у період між 22 березня і 25 квітня юліанського та григоріанського календарів. У разі використання юліанського календаря це відповідає періоду між 4 квітня і 8 травня григоріанського та новоюліанського календарів (у ХХ—ХХІ століттях). При цьому розрахунку використовується не астрономічна повня, а розрахована за 19-річним циклом. Детальніше про розрахунок можна прочитати у статті: Обчислення дати Великодня.
Далі перераховано усі рухомі свята Великоднього циклу у православ'ї:
Підготування до Великого Посту
- Тиждень Закхея-податківця;
- Тиждень податківця та фарисея;
- Тиждень блудного сина;
- Тиждень Страшного суду;
- 7 тижнів перед Великоднем (неділя) — Прощена неділя.

Великий піст
- 1-а неділя Великого посту, Торжество православ'я;
- 2-а неділя Великого посту, Пам'ять святителя Григорія Палами;
- 3-я неділя Великого посту, Хрестопоклон — Поклоніння Животворному Христу;
- 4-а неділя Великого посту, Пам'ять преподобного Іоана Лествічника;
- 5-а неділя Великого посту, Пам'ять преподобної Марії Єгипетської;
- 6-а неділя Великого посту, Вербна неділя.

Страсний тиждень
- Понеділок. Згадування старозаповітного патріарха Йосифа, згадування прокляття Ісусом безплідної фіги;
- Вівторок. Згадування викриття Ісусом фарисеїв і книжників;
- Середа. Згадування зрадництва Юдою Ісуса;
- Четвер. Згадування Таємної Вечері;
- П'ятниця. Згадування Святих рятувальних мук Ісуса;
- Субота. Згадування Зішестя Христа в пекло.

Пасхальний тиждень. Загальниця
- Світлий понеділок.
- Світлий вівторок. Іверської ікони Божої Матері. Мчч. Христодула й Анастасії Патрських, вбитих в Ахаї (1821). Прмчч. отців Давидо-Гареджийських (ХVІІ, Груз.).
- Світла середа. Собор преподобних отців, що на горі Синай подвизалися. Віленської ікони Божої Матері. Касперівської ікони Божої Матері
- Світлий четвер.
- Світла п'ятниця. Ікони Божої Матері «Живоносне джерело»
- Світла субота.

Неділі
- 1-а неділя — Великдень;
- 2-а неділя після Великодня — Антипасха. Згадування запевнення апостола Фоми
- 3-а неділя після Великодня, Пам'ять святих жон-мироносиць: Марії Магдалини, Марії Клеопової, Соломії, Іоанни, Марфи і Марії, Сусанни та інших; праведних Йосифа Аримафейського і Никодима. Блгв. Тамари, цариці Грузинської
- 4-а неділя після Великодня, про розслабленого. Перенесення мощей мч. Авраамія Болгарського (1230). Прав. Тавифи (І).
- 5-а неділя після Великодня, про Самарянку
- 6-а неділя після Великодня, про сліпого

- Вознесіння Господнє — 40 днів після Великодня. Мучеників, що в долині Ферейдан (Іран) від персів постраждали (XVII) (Груз.)

- 7-а неділя після Великодня, святих отців першого Вселенського собору

День Святої Трійці
Також іменується П'ятидесятницею. У цей та наступний день згадується день зішестя Святого Духа на Апостолів;
- Троїцька поминальна субота (субота перед Трійцею). У цей день звершується пам'ять всіх від віку спочилих православних християн — отців, матерів, братів і сестер наших.

- 1-й тиждень після П'ятдесятниці. Загальниця.

- День Святого Духа (перший понеділок по П'ятидесятниці). Кіпрської ікони Божої Матері.
- Субота. Віддання П'ятидесятниці.
- Неділя. Всіх святих. Ікон Божої Матері, званих «Споручниця грішних» та «Невтомне Око». Ікон Божої Матері Тернопільської (1730), «Пом'якшення злих сердець» (Семистрільна) та «Нерушима Стіна». Заговини на Петрів піст.

- 2-га неділя після П'ятдесятниці. Всіх святих землі Української. Новомучеників та сповідників, які в Україні та в інших землях у ХХ ст. за Христа і православну віру постраждали. Блгв. Оскольда, першомч. Київського (882), у св. хрещенні Миколая. Всіх преподобних і богоносних отців, що на Святій Горі Афонській просяяли.

### Інші перехідні свята
- Прп. Шіо Мгвимського (VІ, Груз.) — у четвер сиропусного тижня.
- Всіх преподобних отців, що в подвигу просяяли — в суботу сиропусного тижня.
- Вмч. Феодора Тирона (бл. 306) — в суботу 1-го тижня Великого посту.
- Собор усіх преподобних отців Києво-Печерських — в 2-гу неділю Великого посту.
- Похвала Пресвятої Богородиці (субота акафістна) — у суботу 5-го тижня Великого посту.
- Лазарева субота. Воскрешення прав. Лазаря — шоста субота передвеликоднього посту.
- Проводи — другий вівторок після Великодня.
- Переполовення П'ятдесятниці — на середині шляху від Пасхи до П'ятдесятниці, тобто на 25-й день після Великодня.
- Молченської ікони Божої Матері (1405). Львівської ікони Божої Матері — в неділю після 23 квітня.
- Відновлення Михайлівського Золотоверхого собору (2000) в м. Києві — в останню неділю травня.
- Прп. Додо Давидо-Гареджийського (596, Груз.) — в середу після Вознесіння.
- Прп. Давида Гареджийського (VІ — VІІ, Груз.) — в четвер після Вознесіння.
- Ікони Божої Матері «Споручниця грішних», Корецької (1622) — в четвер 1-го тижня після П'ятдесятниці.
- Пам'ять свв. отців шістьох Вселенських соборів — в неділю, найближчу до 16 липня.
- Ікони Божої Матері, названої «Додання розуму» — в першу неділю після 28 серпня.
- Пам'ять святих отців VІІ Вселенського собору (787) — в неділю, найближчу до 24 жовтня.
- Собор святих цілителів — у неділю, найближчу до 17 — 18 жовтня.
- Димитрівська поминальна субота — в суботу перед днем пам'яті великомученика Димитрія Солунського, 26 жовтня.
- Прав. Йосифа Обручника, Давида, царя, і Якова, брата Господнього — в неділю після Різдва Христового.

## Слов'янські традиції
- Рябий тиждень
- Масниця
- М'ясопуст
- Попільна середа
- Федоровий тиждень
- Середохресний тиждень
- Вербна неділя (християнство)
- Страсний тиждень
- Великдень
- Пасхальний тиждень
- Радоницький тиждень
- Радониця
- Тиждень святих жон-мироносиць
- Рахманський Великдень / Навський Великдень
- Піднесення
- Зелені Свята
- Русальний тиждень
- Троїцька субота
- День Святої Трійці
- День Святого Духа
- День води
- Свято Божого Тіла